# Balesquida-Kapelle

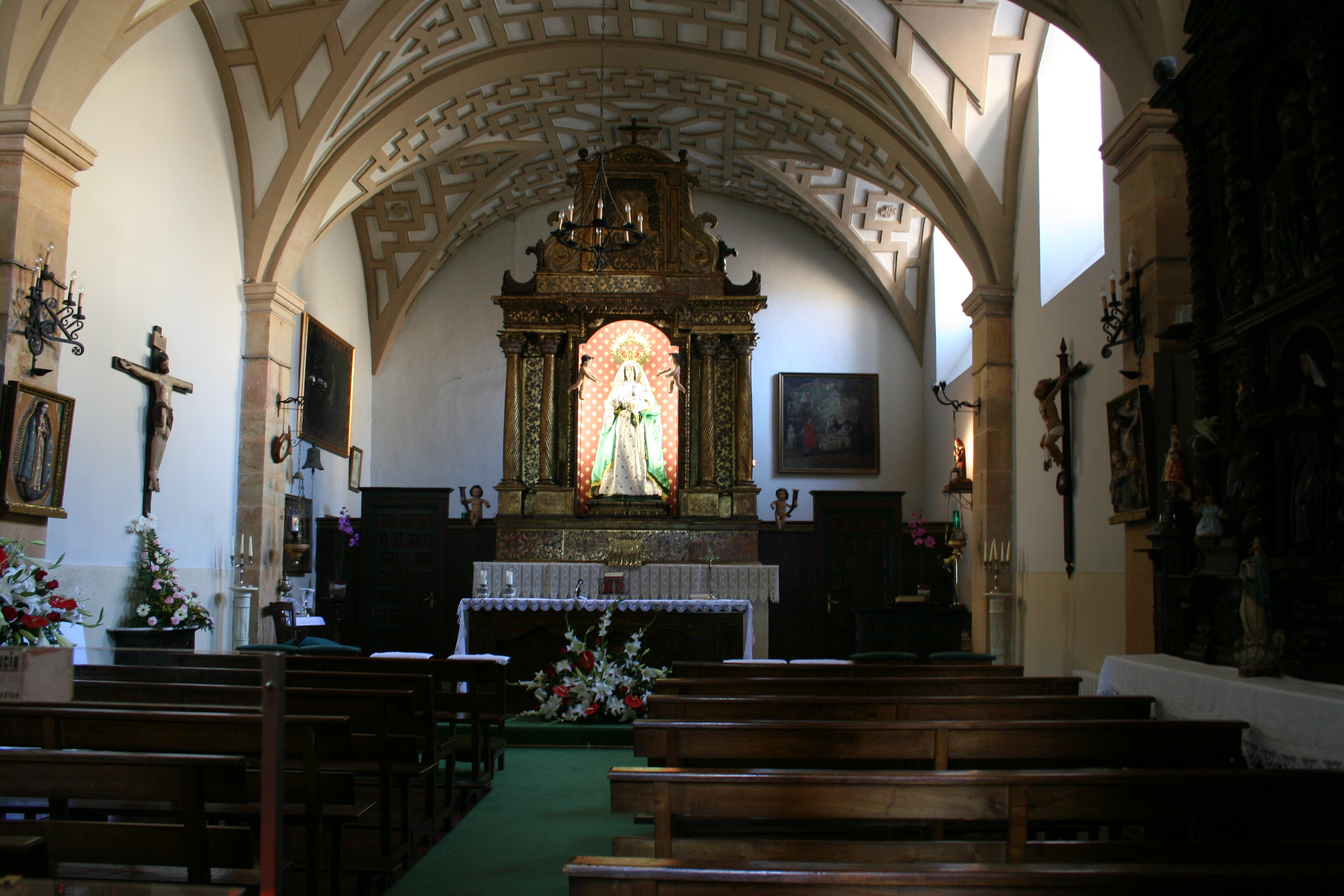
Im Inneren der Kapelle

Die Capilla de la Balesquida ist eine Kapelle in Oviedo in der nordwestspanischen Autonomen Gemeinschaft Asturien.
Sie befindet sich am Rande des Plaza de Alfonso II el Casto gegenüber der Kathedrale von Oviedo. Die Kapelle stammt aus dem 13. Jahrhundert und wurde ab dem 17. Jahrhundert erneuert. Sie ist Sitz der Bruderschaft der Balesquida (Cofradía de la Balesquida). Die Kapelle dient auch der Ehrung der Wohltäterin der Schneiderinnung, daher wird sie ebenfalls als Kapelle der Velasquita Giráldez bezeichnet.